# Österängs ångsåg och ångkvarn

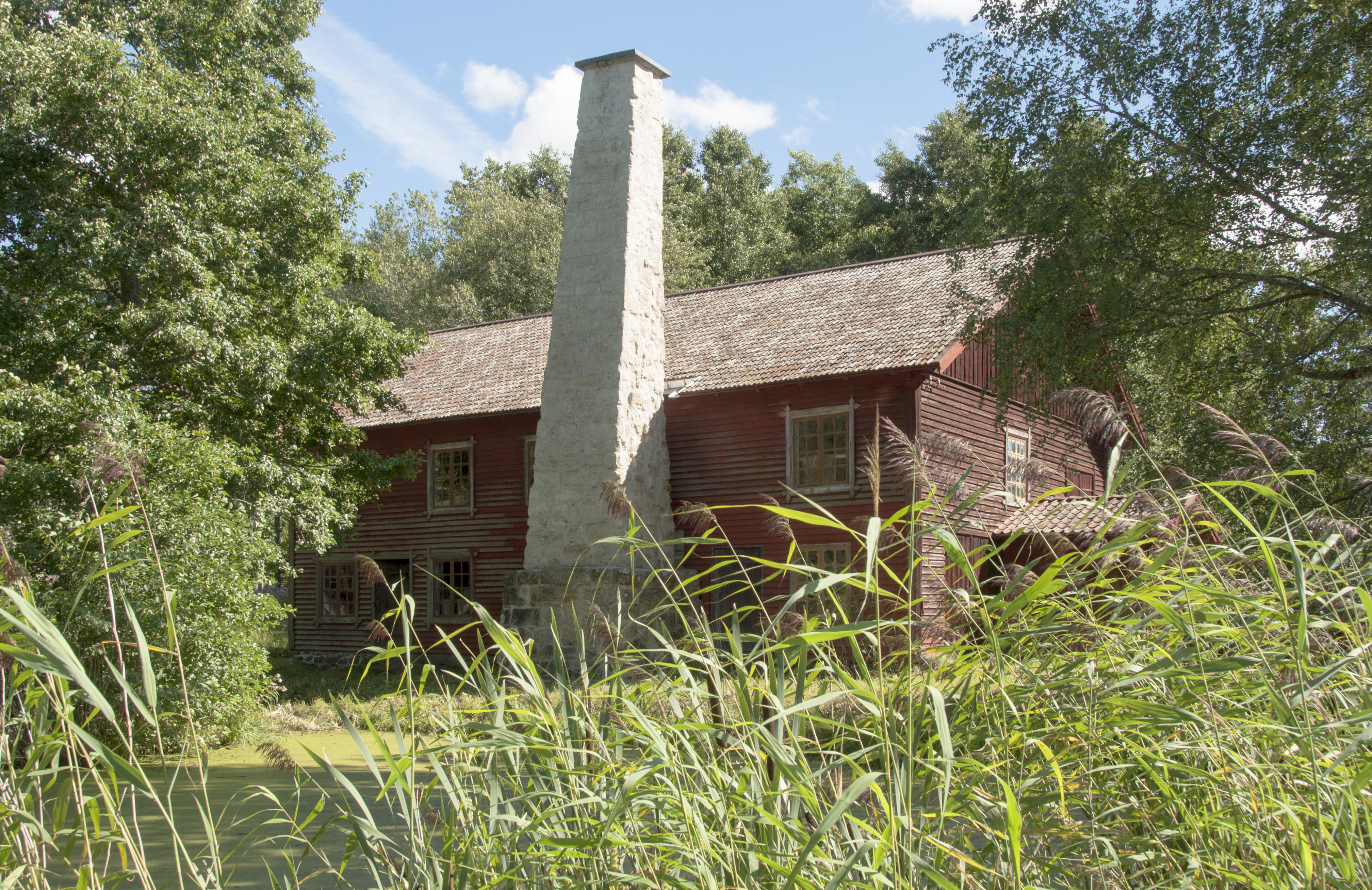
Österängs ångsåg och ångkvarn

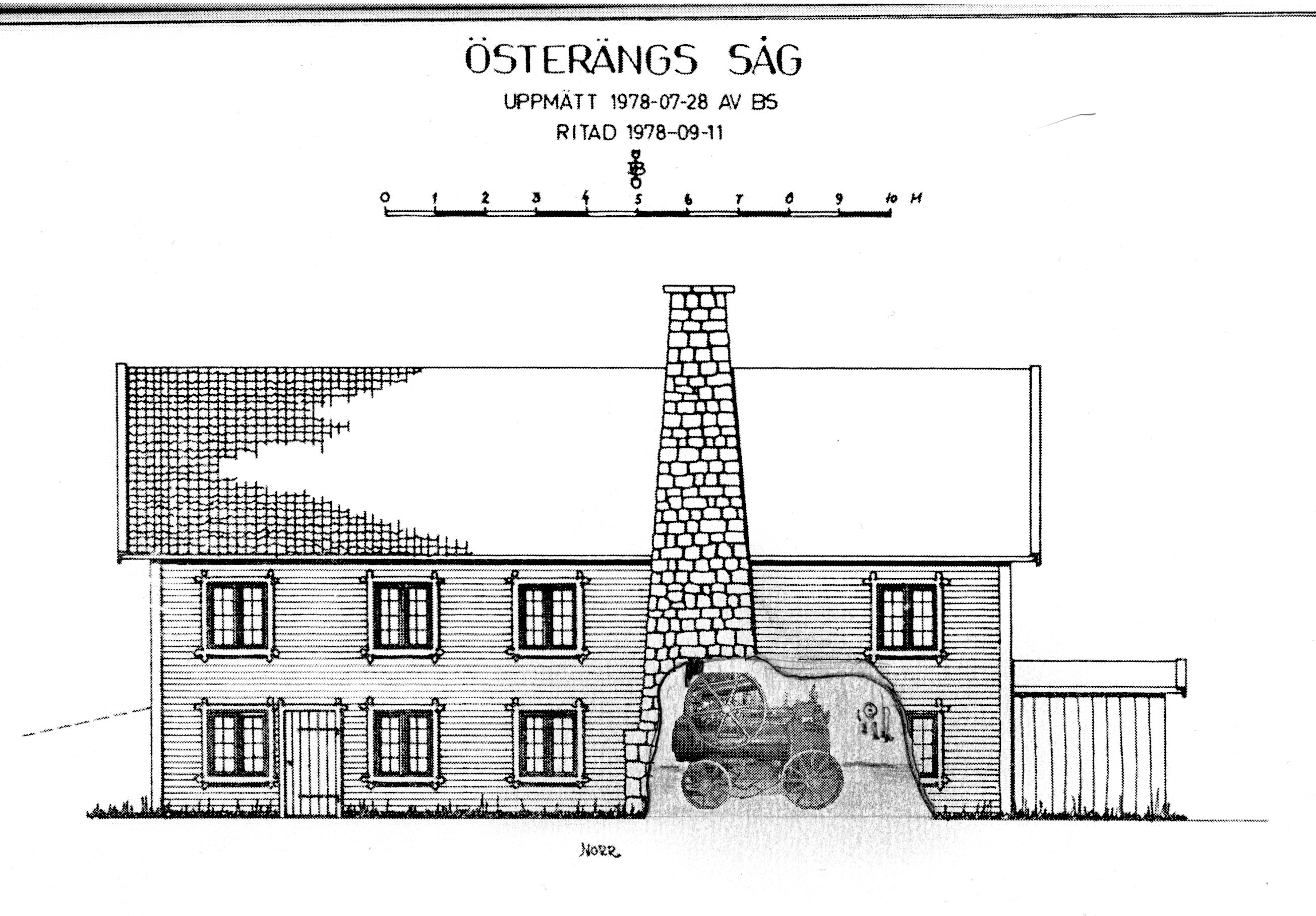
Genomskärning av ångsågen som visar lokomobilens placering vid bruk i densamma. Lokomobilen avyttrades under 1950 talet till en byggmästare men räddades och renoverades av Ruben Blom 1965. Den finns nu vid RUBENS Maskinhistoriska Samlingar i Götene.

Österängs ångsåg och ångkvarn är en såg- och kvarnbyggnad från 1860 på Gamlegården i Götene kommun. Byggnaden är Sveriges idag äldsta bevarade ångsågsbyggnad och fungerar som ett arbetslivsmuseum.

## Historik
Genom sammanslagning av mark från Kronan samt ett antal gårdar i Forshems socken 1840–1845 bildade grevarna Hugo David Hamilton (1783-1863) och sonen Hugo Hamilton (1821–1892) Österängs Egendom. Österäng blev därmed ett av landet största jordbruk och kom som ett föregångsjordbruk att uppmärksammas utanför landets gränser. Man tillämpade moderna metoder för avel, växtförädling och mejerinäring. 

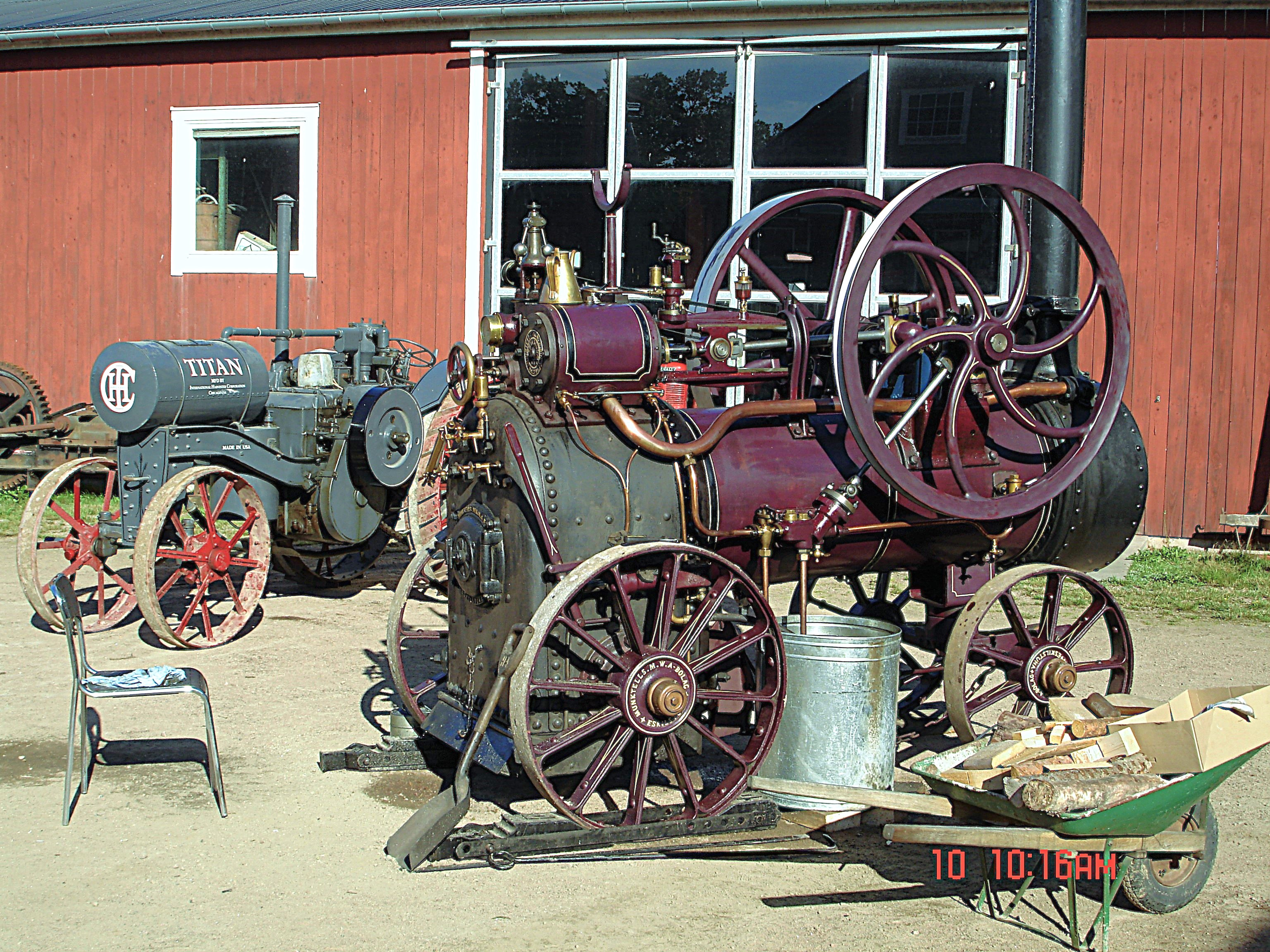
Munktells ånglokomobil. Denna ersatte den tidigare NOHAB lokomobilen från 1861. Den kom begagnad till Österäng då den ursprungligen köptes ny till Björnegården i Råda, Lidköping 1903.

Vid gården Gamlegården uppfördes såg, kvarn, snickeri och smedja. Gården fungerade som huvudgård fram till 1851 då den intilliggande Nygård stod färdig.
Efter att den tidigare sågverksbyggnaden brunnit ned uppfördes den nuvarande 1860. För kraften stod redan från början en lokomobil, där den första levererades av Trollhättans mekaniska verkstad. Sågutrustningen utgjordes av en flerbladig halvstavtivram med drivning i överdelen. Senare  på 1900 talet tillkom en fyrkutterhyvel från Göteneds Mekaniska Verkstad. Lokomobildriften kunde omkopplas till ångkvarnen som användes för malning av foder. Kvarnen hade tre stenpar: två på andra våningen och ett par på bottenvåningen (varav endast det sistnämnda finns kvar). Den ursprungliga lokomobilen skrotades 1926, och då var den ersatt med en annan tillverkad av Munktells 1902. (som idag återfinns på Rubens maskinhistoriska samlingar i Götene). Anläggningen var i drift fram till 1930-talets slut eller början av 1940-talet. Därefter sågade man på eldriven cirkelsåg i ett intilliggande såghus. 1941 uppfördes intilliggande byggnad för smedja, snickeri och mekanisk verkstad. 
Byggnaden köptes 2005 av den ideella föreningen Österängs Ångsåg som renoverar och restaurerar byggnaden.